# Maluszek
Maluszek (ros. Самый маленький гном) – radziecka czteroczęściowa seria filmów lalkowych zrealizowana w latach 1977-1983.

## Obsada (głosy)
- Jurij Wołyncew jako Wilk

## Nagrody
- 1979: "Srebrna Nagroda" na Międzynarodowym Festiwalu Filmowym w Odense (Dania).
- 1981: dyplom honorowy w kategorii filmów animowanych na XIV Wszechzwiązkowym Festiwalu Filmowym (Wilno)[3]